# David Karp
David Karp (Nova Iorque, 6 de julho de 1986) é um empresário estadunidense. É o fundador e CEO da rede social Tumblr. Em 2010, ele foi nomeado para o MIT Technology Review TR35 como um dos 35 maiores inovadores no mundo.

## Primeiros anos de vida e educação
Karp cresceu na Upper West Side em Manhattan, Barbara Ackerman e Michael Karp, e seu irmão Kevin.  Ele frequentou a The Calhoun School de 3 a 8 ª série, onde sua mãe ensinou ciência, até o ensino médio quando ele participou brevemente da Bronx Science. Em 2006 começou a trabalhar no Tumblr, lançado um ano depois.